# Esenbeckia
Esenbeckia is een vliegengeslacht uit de familie van de dazen (Tabanidae).

## Soorten
- E. delta (Hine, 1920)
- E. incisuralis (Say, 1823)
- E. micheneri Philip, 1954